# Les Héritiers du dragon
 (août 2022).
La mise en forme du texte ne suit pas les recommandations de Wikipédia : il faut le « wikifier ».
Les points d'amélioration suivants sont les cas les plus fréquents. Le détail des points à revoir est peut-être précisé sur la page de discussion.
- Les titres sont pré-formatés par le logiciel. Ils ne sont ni en capitales, ni en gras.
- Le texte ne doit pas être écrit en capitales (les noms de famille non plus), ni en gras, ni en italique, ni en « petit »…
- Le gras n'est utilisé que pour surligner le titre de l'article dans l'introduction, une seule fois.
- L'italique est rarement utilisé : mots en langue étrangère, titres d'œuvres, noms de bateaux, etc.
- Les citations ne sont pas en italique mais en corps de texte normal. Elles sont entourées par des guillemets français : « et ».
- Les listes à puces sont à éviter, des paragraphes rédigés étant largement préférés. Les tableaux sont à réserver à la présentation de données structurées (résultats, etc.).
- Les appels de note de bas de page (petits chiffres en exposant, introduits par l'outil «  Source ») sont à placer entre la fin de phrase et le point final[comme ça].
- Les liens internes (vers d'autres articles de Wikipédia) sont à choisir avec parcimonie. Créez des liens vers des articles approfondissant le sujet. Les termes génériques sans rapport avec le sujet sont à éviter, ainsi que les répétitions de liens vers un même terme.
- Les liens externes sont à placer uniquement dans une section « Liens externes », à la fin de l'article. Ces liens sont à choisir avec parcimonie suivant les règles définies. Si un lien sert de source à l'article, son insertion dans le texte est à faire par les notes de bas de page.
- La présentation des références doit suivre les conventions bibliographiques. Il est recommandé d'utiliser les modèles {{Ouvrage}}, {{Chapitre}}, {{Article}}, {{Lien web}} et/ou {{Bibliographie}}. Le mode d'édition visuel peut mettre en forme automatiquement les références.
- Insérer une infobox (cadre d'informations à droite) n'est pas obligatoire pour parachever la mise en page.

Pour une aide détaillée, merci de consulter Aide:Wikification.
Si vous pensez que ces points ont été résolus, vous pouvez retirer ce bandeau et améliorer la mise en forme d'un autre article.
Les Héritiers du dragon (The Heirs of the Dragon) est le premier épisode de la série télévisée fantastique de HBO House of the Dragon. Le premier épisode de la première saison a été écrit par le co-créateur de la série Ryan Condal, adapté de la seconde moitié du roman Feu et Sang de George R. R. Martin. L'épisode a été réalisé par Miguel Sapochnik.
Cet épisode étant le premier de la série, il présente le décor et les personnages principaux de la série.

## Synopsis

### Prologue, Chez Harrenhal
En 101 après Aegon Le conquérant, le roi Jaehaerys Targaryen (Michael Carter) convoque un Grand Conseil pour éviter la guerre civile. Alors que le prince Viserys (Paddy Considine), son petit-fils aîné, est nommé héritier, plusieurs seigneurs soutiennent toujours la princesse Rhaenys (Eve Best), sa petite-fille aînée.

### Au siège du Roi
Onze ans plus tard, la femme de Viserys, la reine Aemma Arryn (Sian Brooke), est enceinte de ce dont il est sûr qu'il sera un fils. Sir Otto Hightower (Rhys Ifans), la Main du Roi, insiste pour que le Prince Daemon (Matt Smith), Commandant du City Watch, retourne auprès de sa femme, mais Viserys refuse.
Lors d'un tournoi, la fille de Viserys, la princesse Rhaenyra (Milly Alcock), et la fille d'Otto, Lady Alicent (Emily Carey), sont intriguées par Sir Criston Cole, un chevalier de basse naissance ayant battu Daemon. Pendant ce temps, Aemma meurt après que Viserys lui ait fait subir une césarienne. Toutefois son enfant, Baelon, meurt également peu de temps après.
Otto informe le Petit Conseil que, alors qu'il se trouvait dans un bordel, Daemon porta un toast à Baelon, le qualifiant "d'héritier d'un jour". Viserys supprime alors le prince Daemon de la ligne de succession et, après avoir nommé la princesse Rhaenyra héritière, lui dit qu'Aegon le Conquérant rêvait d'une menace que Westeros ne peut vaincre que si un Targaryen est assis sur le trône de fer.
Alors que les seigneurs de Westeros jurent fidélité à la princesse Rhaenyra, Daemon et son amante Mysaria (Sonoya Mizuno) partent à dos de dragon.

## Distribution

### Principal
- Paddy Considine dans le rôle du roi Viserys Ier Targaryen [1]
- Matt Smith dans le rôle du Prince Daemon Targaryen [1]
- Milly Alcock dans le rôle de la princesse Rhaenyra Targaryen [1]
- Rhys Ifans dans le rôle de Ser Otto Hightower [1]

### Co-vedette
- Steve Toussaint dans le rôle de Lord Corlys Velaryon [1]
- Eve Best dans le rôle de la princesse Rhaenys Targaryen [1]
- Sonoya Mizuno dans le rôle de Mysaria [1]
- Fabien Frankel dans le rôle de Ser Criston Cole [1]
- Emily Carey dans le rôle de la jeune Lady Alicent Hightower [1]
- Graham McTavish dans le rôle de Ser Harrold Westerling [1]

## Accueil
Les Héritiers du Dragon a eu 9,99 millions de téléspectateurs.[Quand ?] Une audience si grande qu'elle a fait planter HBO Max pour certains utilisateurs. Downdetector a signalé 3700 instances de l'application ne répondant pas. HBO a déclaré que l'audience représentait la plus grande audience d'une journée pour les débuts d'une série dans toute l'histoire de HBO Max. Cette affirmation n'a pas été vérifiée par un tiers tel que Nielsen, qui ne comptabilise que l'audience de la chaîne linéaire de HBO.
L'épisode a reçu des critiques très positives. Sur l'agrégateur d'avis Rotten Tomatoes, l'épisode a reçu une moyenne d'approbation de 85 % basée sur 121 avis, avec une note moyenne de 7,5/10. Le consensus critique du site a déclaré: "Portant le poids d'une lignée télévisée sacrée," Les héritiers du dragon "ne déclenchera pas complètement les téléspectateurs pour un autre jeu de pouvoir et de trônes, mais place solidement le plateau avec beaucoup de sang." 
Écrivant pour IGN, Helen O'Hara a donné au premier épisode une note de 8 sur 10 et a déclaré : « Le premier épisode de House of the Dragon marque un début solide et bien maîtrisé pour le spin-off de Game of Thrones . Cela semble très proche de son prédécesseur dans le ton et le contenu, mais établit immédiatement une lutte pour le pouvoir autour d'un roi aimable et faible ainsi que de nouveaux personnages vifs pour mener ces batailles."  Alec Bojalad de Den of Geek lui a attribué quatre étoiles sur cinq et l'a jugé "à bien des égards meilleur [que ' Winter Is Coming '] car c'est une expérience beaucoup plus ciblée ", et a en outre loué le jeu d'acteur (en particulier celui de Smith) et les scènes de combats, notamment de joute. Rebecca Nicholson de The Guardian, dans sa critique des six premiers épisodes, a qualifié le premier épisode de "spectaculaire" et qu'il "traverse tout ce qui a fait de son prédécesseur, Game of Thrones, un tel titan du petit écran". Notant l'épisode avec un "B", Jenna Scherer de The A.V. Club a décrit comme "Si ce premier épisode doit continuer, House of the Dragon sera une affaire plus posée que Game of Thrones, pour le meilleur ou pour le pire." Elle a cependant critiqué la conception de la production, en particulier "les tenues, la technologie et le jargon", pour être "identiques à celles de Game of Thrones " bien qu'ayant eu lieu deux siècles plus tôt.